# Еммелін Панкгерст
Е́ммелін Гулден, у шлюбі Па́нкгерст (англ. Emmeline Pankhurst; 14 або 15 липня 1858, Манчестер — 14 червня 1928, Лондон) — англійська політична діячка і лідерка британського суфражистського руху, відіграла важливу роль у боротьбі за виборчі права жінок. Засновниця Жіночого соціально-політичного союзу, що поклав початок руху суфражисток.

## Біографія
Еммелін Гулден народилась та виросла в Манчестері. Гулдени належали до політично активної частини англійського суспільства, тому недивно, що із суфражистським рухом Еммелін познайомилась вже у восьмирічному віці. Батьки готували її до тихого сімейного життя, ролі дружини та матері, що, однак, не завадило їй навчатись у педагогічній школі в Парижі.
1878 року вона одружилась із баррістером Річардом Панкгерстом, відомим підтримкою кампанії за виборчі права жінок. У шлюбі народила п'ятьох дітей. Чоловік активно сприяв світській діяльності Еммелін, і у 1889 році подружжя заснувало Лігу за виборчі права жінок. Коли організація розпалася, Еммелін спробувала влитися в ряди лівої Незалежної Лейбористської партії за допомогою своїх дружніх зв'язків із соціалістом К. Гарді, однак один із місцевих осередків партії відмовив їй у членстві через її стать. Вона також працювала в опікунській раді у справах бідних, де була шокована жахливими умовами Манчестерського робітничого будинку.
В 1903 році, по смерті чоловіка, Панкгерст заснувала Жіночий соціально-політичний союз (ЖСПС) (англ. Women's Social and Political Union), активістську організацію, що вела боротьбу за надання жінкам виборчих прав, девізом якої було «не словом, а ділом».
Союз представляв себе як незалежну, навіть опозиційну силу по відношенню до більшості британських політичних партій. Об'єднання швидко здобуло сумнозвісну репутацію, після того, як його учасниці почали використовувати в політичних акціях більш радикальні методи, такі як побиття вікон та напади на представників поліції, і стали відомими як суфражетки.
Панкгерст та її доньок неодноразово засуджували до позбавлення волі. У в'язницях вони оголошували голодування, вимагаючи покращення умов утримання засуджених. Антагонізм між урядом та ЖСПС лише загострився з приходом до керма організації старшої доньки Панкгерст Крістабель. Вчинення підпалів та вибухів з часом стало звичною тактикою феміністського об'єднання, що призвело до загального осуду сім'ї Панкгерстів збоку більш поміркованих організацій. В 1913 році декілька відомих представниць ЖСПС вийшло з організації, в тому числі і дві молодші доньки Панкгерст — Адела та Сільвія. Розлад у сімейних стосунках так і ніколи вже не був залагоджений.
З початком Першої світової війни Еммелін та Крістабель виступили із вимогою про припинення руху суфражеток задля підтримки британського уряду в боротьбі з «німецькою загрозою». Вони закликали жінок сприяти промисловому виробництву та усіляко заохочували юнаків іти на фронт. В 1918-му актом Парламенту було надано право голосу всім жінкам після 30-ти років. Панкгерст реорганізувала ЖСПС у Жіночу партію (англ. Women's Party), яка виступала за рівність громадянських прав жінок. В останні роки свого життя вона була стурбована небезпекою, яку, як вона вважала, ніс більшовизм, і врешті приєдналась до лав Консервативної партії, будучи безуспішною у незалежній політичний діяльності. Померла Еммелін Панкгерст в 1928-му, а два роки потому її пам'ять була увічнена зведенням статуї в парку біля Башти Вікторії у Лондоні.

### Походження

Панкгерст відчувала себе пов'язаною із штурмом Бастилії, оскільки вважала, що народилась 14 липня.

Еммелін Гулден народилась 15 липня 1858 року в передмісті Манчестера Мосс Сайді. Незважаючи на дату народження, вказану у метриці, Еммелін стверджувала, що народилась 14-го липня, а саме у день штурму Бастилії. Власне, таку ж дату вказували і більшість її біографів. Відчуваючи спорідненість із жінками-революціонерками, які брали участь у штурмі Бастилії, Панкгерст вважала, що факт її народження в річницю взяття французької королівської в'язниці наклав певний відбиток на все її життя.
Сім'я Еммелін поколіннями була занурена у вир політичної боротьби. Родина її мати, Софії Джейн Крейн, походила із острова Мен і досить часто її члени були активними учасниками різних соціальних заворушень. Родинне походження Панкгерст можливо було джерелом її політичної самосвідомості, особливо коли врахувати те, що саме на острові Мен вперше у Великій Британії в 1881 році жінкам надано право голосу на загальнонаціональних виборах до парламенту. Батько Еммелін, Роберт Гулден, походив із поміркованої манчестерської сім'ї торговців, яка також була пов'язана з певними політичними колами. Його мати співпрацювала з Лігою проти хлібних законів, і батько був очевидцем Манчестерської бійні, коли кавалерія розігнала натовп демонстрантів, що вимагали парламентської реформи.
Гулдени народили десятьох дітей, Еммелін була найстаршою серед п'яти доньок. Незабаром після її народження, сім'я переїхала на околиці Солфорда, де її батько став співзасновником невеличкого підприємства. Гулден був активним учасником місцевого політичного життя, обирався декілька років до складу міської ради Солфорда. Поряд з цим, він також був завзятим прихильником театру та драми, підтримував діяльність Манчестерського Атенею та Товариства драматичних читань. Він був власником театру в Солфорді, де грав головні ролі в декількох виставах Шекспіра. Панкгерст перейняла потяг батька до театрального мистецтва, який згодом використовувала у своїй соціальній роботі.

### Дитинство
Гулдени сприяли залученню своїх дітей у сферу соціального активізму. Вони, зокрема, радо зустрічали в Манчестері американського аболіціоніста Генрі Уорда Бічера. Софія Джейн Гулден звикла читати дітям на ніч роман «Хатина дядька Тома», написаний сестрою Генрі Уорда — Гаррієт Бічер-Стоу. В автобіографічній повісті «Моя власна історія» (1914), Панкгерст пригадує, як вона ще дівчинкою відвідала благодійний розпродаж, кошти від якого спрямовувались на допомогу щойно звільненим рабам в Сполучених Штатах.
Панкгерст вже у віці трьох років розпочала читати книги. Зокрема, у дев'ять років вона прочитала Одіссею, захоплювалась творами Джона Баньяна, особливо його алегорією «Подорож пілігрима в небесну країну». Іншою улюбленою її книгою був тритомний трактат Томаса Карлайла «Історія французької революції»; як говорила сама Еммелін, цей твір завжди залишався джерелом натхнення у її житті.

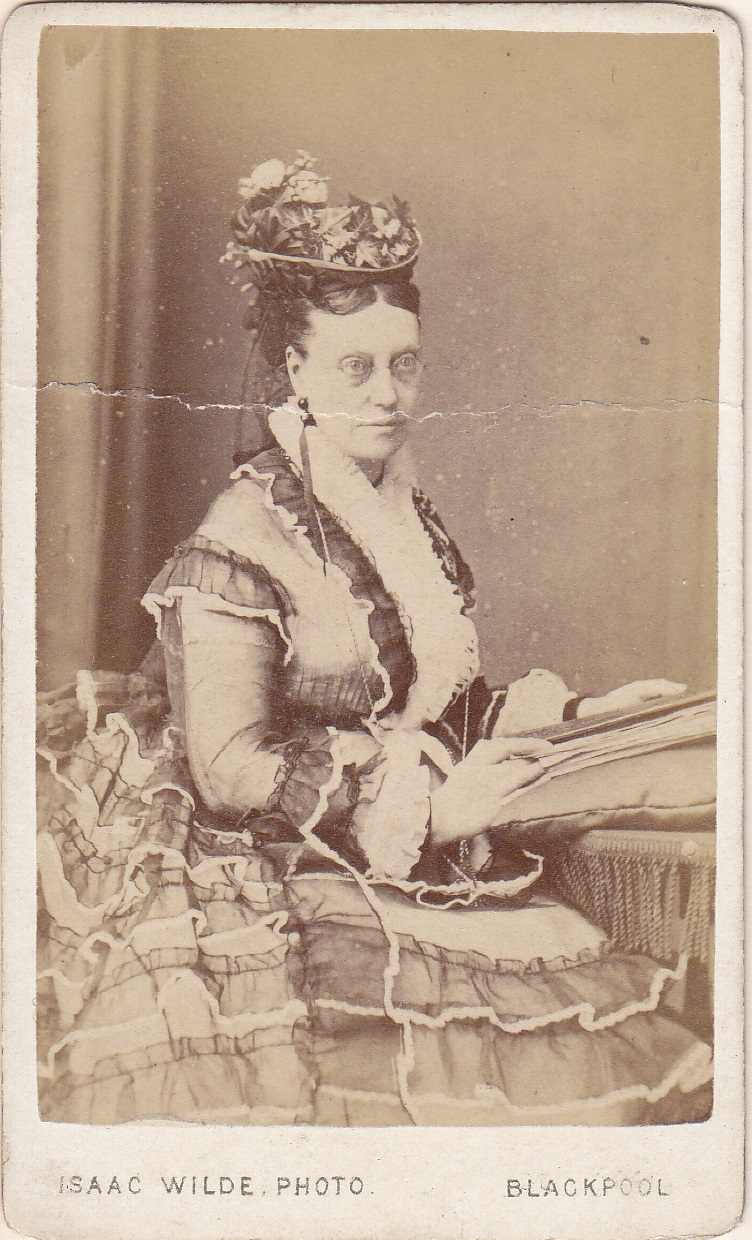
Суфражистка Лідія Беккер вплинула на формування ранніх політичних поглядів Панкгерст і можливо була закоханою в Річарда Панкгерста.

Незважаючи на жадібне поглинання книг, Еммелін, одначе, не змогла здобути тієї освіти, яку отримали її брати. Гулдени були переконані в тому, що дівчата перш за все мають оволодіти мистецтвом створення сімейного затишку та благополуччя, а також іншими навичками, які б подобались їхнім майбутнім чоловікам. Батьки Еммелін дбайливо обмірковували перспективи здобуття освіти їх синами і в той же час сподівались на раннє одруження своїх доньок, при якому у них не буде потреби в оплачуваній роботі, а отже, й в освіті. І хоча вони підтримували суфражистський рух та загальний прогрес статусу жінки в суспільстві, разом з тим вважали, що доньки наділені меншими здібностями, ніж їх ровесники чоловічої статті. Одного разу Еммелін вдавши що спить, почула як до її спальні зайшов батько і зітхнувши промовив про себе: «Як прикро, що вона не народилась хлопчиком.»
Саме завдяки своїм батькам Панкерст зацікавилась суфражистським рухом. Її мати передплачувала «Журнал про виборчі права жінок», і Еммелін захоплювалась редактором видання Лідією Беккер. Одного разу, у віці 14 років вона поверталась із школи і зустріла по дорозі додому свою мати, яка поспішала на мітинг з приводу виборчих прав жінок. Дізнавшись, що на мітингу виступатиме Бекер, Еммелін переконала матір взяти її з собою. Панкгерст була зачарована доповіддю Лідії Бекер, зазначивши згодом, що: «Із мітингу я повернулась свідомою та переконаною суфражисткою».
Роком пізніше вона прибула в Париж для навчання в педагогічній школі. Школа, крім традиційних дисциплін для дівчат (наприклад, вишивки), пропонувала також курси хімії та бухгалтерії. Її співмешканкою в кімнаті була Ноемі, донька французького політичного діяча та журналіста Анрі Рошфора, ув'язненого в Новій Каледонії за підтримку Паризької комуни. Дівчата ділились розповідями про політичні звершення своїх батьків і залишалися добрими друзями протягом багатьох років. Панкгерст настільки була переповнена теплими почуттями до Ноемі та школи, де вони разом навчались, що навіть після її закінчення часто поверталась і проживала там певний час. Ноемі одружилася зі швейцарським художником і швидко знайшла підходящого жениха із Франції для своєї англійської подруги. Коли ж Роберт Гулден не захотів надати посаг за своєю дочкою, французький наречений відмовився від шлюбної пропозиції і розчарована Еммелін повернулась у Манчестер.

### Шлюб та сім'я

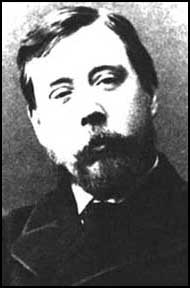
Річард Панкгерст познайомився з Еммелін в 1878 році.

Восени 1878-го у віці 20 років Еммелін познайомилась із Річардом Панкгерстом — баррістером, що тривалий час займався справами, пов'язаними з жіночими виборчими правами, свободою слова, освітньою реформою тощо. Досить швидко їхнє знайомство переросло в закоханість, попри те, що 44-річний Річард ще раніше, до зустрічі з Еммелін, вирішив залишитись одинаком з метою заощадження зусиль та часу для громадської діяльності. Їхнє взаємне кохання було дуже сильним, однак відчуття щастя було затьмарене смертю матері Річарда наступного року. Між іншим, Софія Джейн Гулден була вкрай незадоволена захопленням Еммелін, даремно намагаючись переконати її бути більш розсудливою та триматись подалі від Річарда. Можливо саме тому Еммелін пропонувала Річардові відмовитись від будь-яких юридичних формальностей та не реєструвати їхній шлюб, однак Панкгерст притримувався протилежних поглядів: якщо б Еммелін залишалась неодруженою, то її політична кар'єра могла б закінчитись так і не розпочавшись. Прикладів громадського осуду відомих жінок, що проживали в незареєстрованому шлюбі, в часи вікторіанської доби було достатньо. Врешті Еммелін здалась перед тиском фактів і вони побрались 18 грудня 1879 року.
Протягом 1880-х Панкгерсти проживали в заміському будинку Гулденів у Сідлі. Еммелін більшість часу присвячувала своїй новій сім'ї — Річарду та п'ятьом дітям, разом з тим не полишаючи політичної діяльності. Подружжя було переконане, що Еммелін не може перетворитись на «домогосподарську машину», хоча виховання дітей об'єктивно вимагало чимало уваги та зусиль. Згодом була найнята служниця, яка допомагала з дітьми, в той час як Еммелін займалась справами Жіночого суфражистського товариства. Їхня найстарша донька Крістабель народилась 22 жовтня 1880, менш ніж через рік після одруження. Сільвія Панкгерст з'явилась на світ у 1882-му, а син Френсіс Генрі у 1884 році. Невдовзі після народження сина Річард Панкгерст вийшов з лав Ліберальної партії, оскільки владу в ній захопила грошовита верхівка з проімперськими настроями. Річард почав сповідувати радикальніші соціалістичні погляди і брав участь в декількох судових справах проти заможних комерсантів. Така поведінка Панкгерста дратувала Роберта Гулдена і відносини в родині стали досить напруженими. У зв'язку із цим 1885 року Панкгерсти переїхали в інший район Манчестера (Чорлтон-он-Медлокк), де народилась їх третя донька Адела. Наступного року вони знову переїхали, тепер у Лондон, звідки Річард безуспішно балотувався до Парламенту. Тоді ж він відкрив невеличку крамницю з продажу тканин.
1888 року Френсіс захворів на дифтерію та помер 11 вересня. Сповнена горем Еммелін замовила два портрети померлого хлопчика, однак не змогла щодня дивитись на них, і зрештою заховала їх у серванті в своїй спальні. Сім'я дійшла висновку, що причиною хвороби їхнього єдиного сина стала несправна дренажна система позаду їхнього будинку. Панкгерст також посилалась на незадовільні умови району їхнього проживання, і сім'я переїхала до заможнішого кварталу на Рассел-сквер, де проживали люди здебільшого середнього достатку. Незабаром Еммелін у черговий раз завагітніла і в 1889-му народила ще одного хлопчика, знову назвавши сина Генрі Френсісом на честь його покійного брата.
Панкгерст перетворила дім на Рассел-сквер у центр політичних зустрічей та громадських заходів, запрошуючи туди різного роду активістів. Вона отримувала задоволення від меблювання своєї оселі в азійському стилі, а також полюбляла пишно одягати своїх дітей. Її донька Сільвія писала: «Краса, доцільність та доречність в одязі та домашньому інтер'єрі завжди здавались їй обов'язковим середовищем для провадження громадської діяльності.» Панкгерсти приймали чимало гостей, включаючи американського аболіціоніста Вільяма Ллойда Гаррісона, члена парламенту з Індії Дадабхаї Наороджі, громадських діячів Герберта Берроуза і Анні Безант, французьку анархістку Луїзу Мішель та інших.

## Діяльність

### Ліга за виборчі права жінок

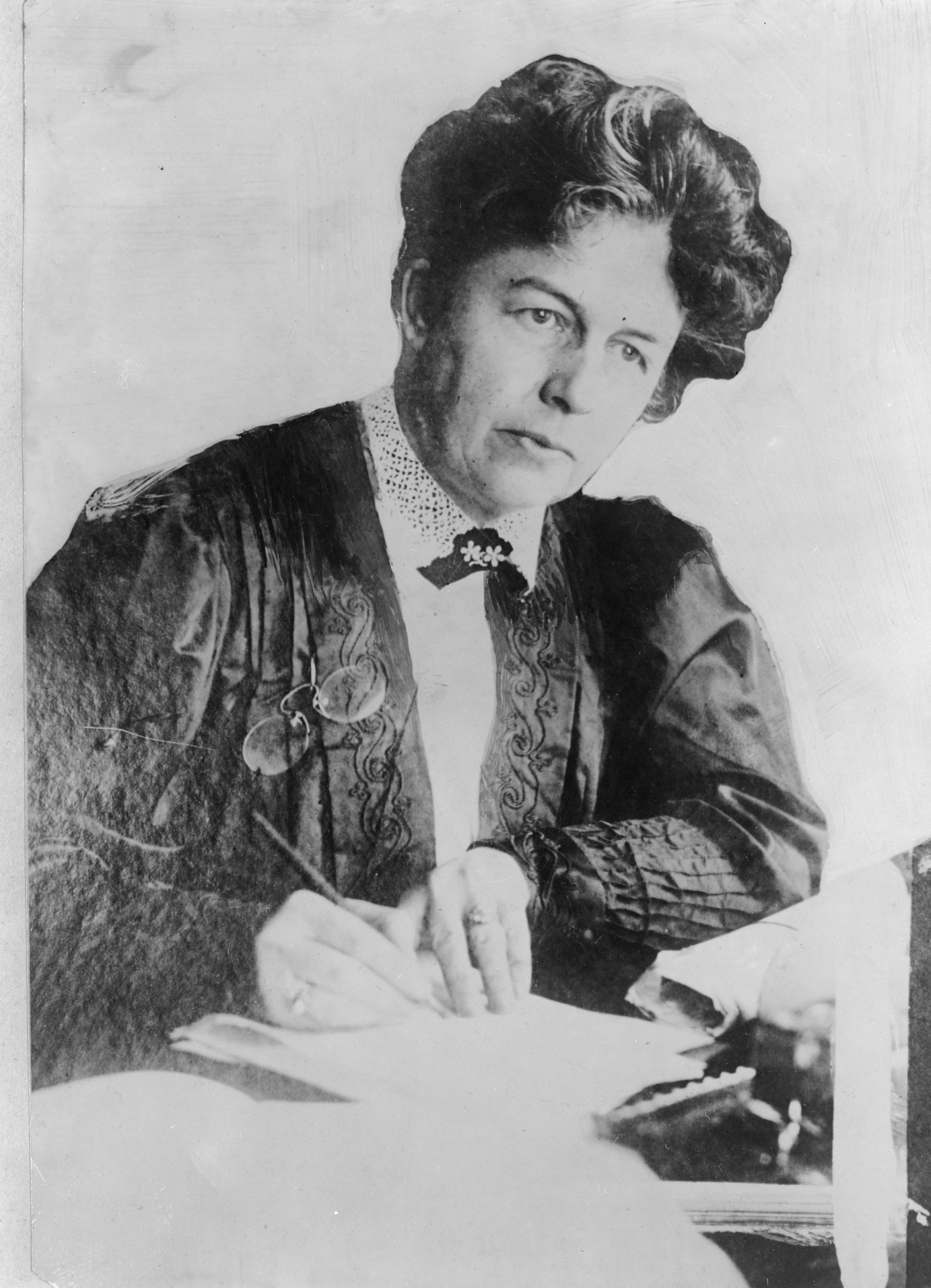
Гаррієт Ітон Стентон Блатч, донька Елізабет Кеді Стентон, та Еммелін Панкгерст стали подругами під час співпраці в Лізі за виборчі права жінок

1888 року перша в Британії загальнонаціональна коаліція соціальних груп (Національне товариство жіночого виборчого права) розпалася після того як більшість її членів вирішила увійти до структур існуючих політичних партій. Роздратовані таким рішенням, окремі члени коаліції, включаючи Лідію Беккер та Міллісент Фосетт, покинули збори і утворили альтернативну організацію, в склад якої увійшли прибічники «старих правил». Панкгерст позиціонувала себе навколо так званої групи «нового порядку», що отримала назву «Товариство Парламент-Стріт» (англ. Parliament Street Society (PSS)) від вулиці, на якій розташовувалась штаб-квартира організації. Деякі члени товариства (ПСС) були прихильниками поступових кроків у боротьбі за право голосу. На думку більшості представників тогочасного британського суспільства, одружені жінки не потребували особистої участі у виборах, оскільки за них фактично «голосували» їх чоловіки. Тому дехто із членів ПСС вважав, що надання права голосу хоча б неодруженим жінкам та вдовам є практичнішим та реальним кроком вперед. Коли небажання боротись за виборче право для всіх повнолітніх осіб жіночої статті всередині ПСС стало очевидним, Панкгерст та її чоловік допомогли організувати нову групу, що ратувала за встановлення загального виборчого права.
Перше зібрання учасників новоствореного Ліги за виборчі права жінок відбулося 25 липня 1889 року в будинку Панкгерстів на Рассел-Сквер. Вільям Ллойд Гаррісон, виступаючи на засіданні, одразу ж застеріг учасників щодо небезпечності проявів бездіяльності та поміркованості в справі здобуття політичних прав для жінок. Як приклад, він навів повільний прогрес аболіціоністського руху в Сполучених Штатах, основну перешкоду для прискорення якого становили саме ті особи, які агітували за поступальні зміни та поміркованість. Одними з перших учасниць Ліги стали Джозефін Батлер, лідерка Національної жіночої асоціації за відміну Законів проти інфекційних хвороб; подруга Панкгерстів Елізабет Волстенголм-Елмі; Гаррієт Ітон Стентон Блатч, донька американської суфражистки Елізабет Кеді Стентон.
Ліга за виборчі права жінок була досить радикальною організацією, так як крім суфражизму просувала ідеї гендерної рівності у шлюбно-сімейних відносинах, зокрема, в питаннях розлучення та спадкування. Крім того, Ліга підтримувала трейд-юніонізм, а також прагнула налагодити зв'язки із соціалістичними організаціями. Консервативніша група, що утворилась після розколу Національного товариства жіночого виборчого права, виступала проти «крайнього лівого крила» суфражистського руху, яке уособлювала Ліга за виборчі права жінок. Члени Ліги також не залишались в боргу і досить часто висміювали своїх консервативних опонентів, називаючи їх «Суфражистською партією прядильниць». Вони були глибоко переконані, що для загального успіху потрібен рішучий наступ на соціальну несправедливість. Радикальна налаштованість більшості учасників Ліги змусила окремих членів вийти з неї; коли в 1892 році Панкгерсти зірвали мітинг, організований Лідією Беккер, і Блатч, і Елмі також припинили своє членство в спілці. Як наслідок, вже через рік Ліга перестала існувати.

### Незалежна Лейбористська партія
Крамниця тканин Панкгерста майже не давала прибутків, оскільки йому було важко завоювати серця споживачів у Лондоні. Заради матеріального достатку сім'ї Річард змушений був постійно подорожувати до Північно-Західної Англії, де проживало більшість його клієнтів. Зрештою, в 1893 році Панкгерсти закрили крамницю та повернулися до Манчестера. Спочатку вони зупинились на декілька місяців в приморському містечку Саутпорті, потім на деякий час переїхали в сільську місцевість, і зрештою облаштувались в самому Манчестері біля Парку Вікторії. Доньки Панкгерстів були зараховані до Манчестерської середньої школи для дівчат, однак там вони себе почували досить незручно завдяки надмірно великій кількості учнів, а також суворо регламентованому розпорядку.

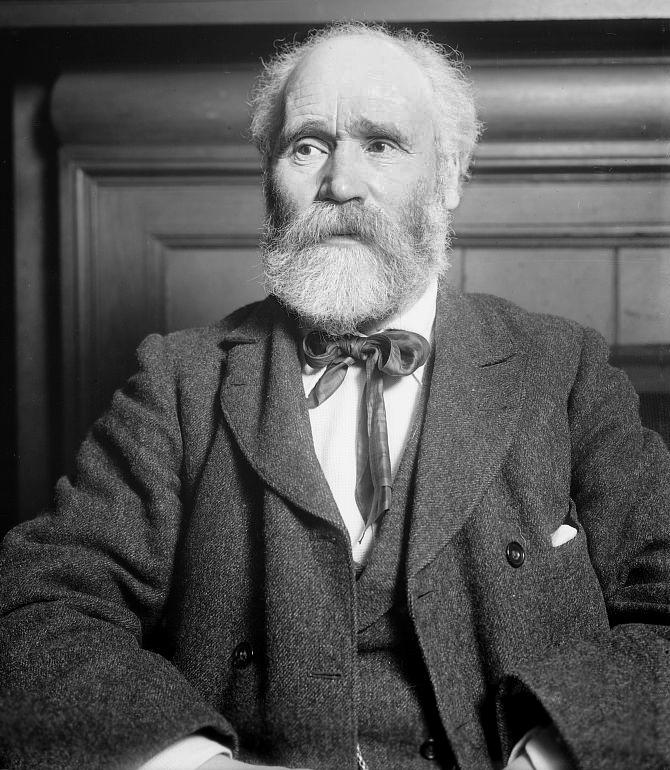
Кейр Гарді співпрацював з Панкгерстами із різних політичних питань і пізніше став близьким другом їх доньки Сільвії

У Манчестері Еммелін Панкгерст розпочала співпрацю із кількома політичними організаціями, позиціонуючи себе, перш за все, як незалежну активістку, і поступово здобуваючи визнання в суспільстві. Один з біографів описав цей період в її житті як «вихід із тіні Річарда». Окрім роботи в їм'я суфражизму, вона також була активним членом Жіночої Ліберальної Федерації (ЖЛФ), допоміжного органу Ліберальної Партії. Одначе, досить швидко Еммелін позбавилась ілюзій щодо нерішучої позиції Федерації. Особливо ж її дратувало небажання членів спілки підтримати рух за самоврядування в Ірландії, а також аристократичне лідерство Арчібальда Прімроуза.
В 1888 році Панкгерст познайомилась та потоваришувала з шотландським соціалістом Кейром Гарді. У 1891 р. він був обраний до парламенту, і через два роки по тому посприяв заснуванню Незалежної Лейбористської Партії (НЛП). Широкий спектр проблем, вирішення яких було метою майбутньої діяльності НЛП, глибоко схвилював Еммелін. Вона залишила ряди Жіночої Ліберальної Федерації на користь НЛП. Одначе місцевий осередок партії відмовився зареєструвати її членом партії за статевою належністю. Щоправда потім Панкгерст була таки зарахована до лав НЛП на національному рівні. Крістабель пізніше писала про надзвичайне бажання матері вступити в партію: «Завдяки цьому вона сподівалась отримати дієві засоби виправлення будь-якої політичної чи соціальної несправедливості.»

Одним із перших напрямків роботи Панкгерст в НЛП була роздача їжі бідним через Комітет по допомозі безробітним. У грудні 1894-го її було обрано до опікунської ради з виконання т. зв. Законів про бідних; вона здійснювала наглядові та управлінські функції стосовно реалізації відповідного законодавства в районі Чорлтон-он-Медлокк. Еммелін була шокована умовами проживання бідноти в Манчестерському робітничому будинку: 
Коли я вперше переступила поріг будинку, я здригнулась від жаху, побачивши маленьких семи- та восьмирічних дівчаток, які на колінах мили холодну кам'яну підлогу в довгому коридорі будівлі … там постійно вирувала епідемія бронхіту … я зустрічала вагітних жінок, які терли підлогу, виконували найважчу роботу аж до появи їхніх дітей на цей світ … не могло бути й мови про належний догляд за немовлятами … Я переконана, що ці бідні, беззахисні матері та їх діти були вирішальними чинниками мого становлення як борця за соціальні права.
Панкгерст негайно розпочала боротьбу за покращення умов у робітничому будинку і успішно зарекомендувала себе як реформатор опікунської ради. Її головним опонентом був запальний чоловік на прізвище Мейнворінг, відомий своєю грубістю та нахабством. В їх протистоянні інколи доходило до смішного — осягнувши, що його розгніваний надривний голос шкодить спробам переконати прихильників Панкгерст, Мейнворінг під час засідань постійно тримав при собі записку із текстом: «Тримай себе в руках!»
Водночас із діяльністю в Опікунській раді Панкгерст також допомагала Річарду в черговій безуспішній парламентській виборчій кампанії. В 1896 році вона вплуталась у проблеми із законом, після того як порушила разом з двома іншими однопартійцями судове розпорядження про заборону мітингів НЛП в парку Боггарт Гоул Клаф. Річард Панкгерст взявся представляти інтереси обвинувачених, однак його підопічні відмовились сплатити штраф і як наслідок двох чоловіків було засуджено до тюремного ув'язнення строком в один місяць. Відносно Панкгерст суд утримався від призначення її будь-якого покарання, можливо тому, що суддя-магістрат остерігався громадського осуду ув'язнення жінки, яка була настільки популярною в громаді. На запитання кореспондента від НЛП чи готова вона була провести час у в'язниці, Панкгерст відповіла: «О, так звичайно. Ви знаєте, це не було б так жахливо, як здається, до того ж я б отримала досить корисний досвід у своєму житті.» Хоча мітинги НЛП зрештою були таки санкціоновані, епізод одначе негативно позначився на здоров'ї Панкгерст і призвів до втрати доходів її сім'ї.

#### Смерть Річарда
Під час процесу, пов'язаного з подіями на Боггарт Гоул Клаф, Річард Панкгерст почав відчувати гострі болі в ділянці живота. Поступово у нього розвилась виразка шлунку, і вже 1897 року стан його здоров'я різко погіршився. Сім'я переїхала на нетривалий час до маленького містечка Мобберлі з надією, що сільська місцевість зможе покращити загальне самопочуття Річарда. І справді, досить швидко Річард став почувати себе краще, і восени вони повернулись до Манчестера. Однак уже влітку наступного року в нього стався раптовий рецидив хвороби. У цей час разом із найстаршою донькою Крістабель Еммелін гостювала у своєї давньої подружки Ноемі у Швейцарії. Там вона одержала телеграму від Річарда, в якій він писав, що почувається зле, і благав їх повернутися скоріш додому. Залишивши Крістабель із Ноемі, Панкгерст поспішила назад до Англії. 5 липня 1898 року, коли Еммелін їхала потягом з Лондона до Манчестера, вона прочитала газетний некролог про смерть Річарда.

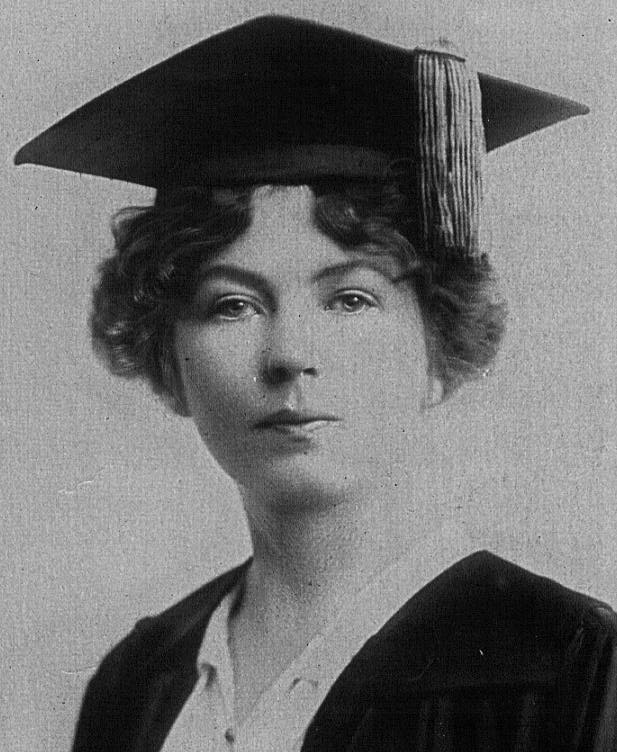
Крістабель Панкгерст протягом 15 років допомагала матері у боротьбі за жіноче виборче право.

По смерті чоловіка Еммелін залишилась із новими обов'язками та чималими боргами. Вона переселила сім'ю у невеличкий будинок, вийшла зі складу Опікунської ради і отримала оплачувану посаду реєстратора пологів та смертей у Чорлтоні. Ця робота дозволила їй глибше проникнутись умовами життя жінок в регіоні. Вона писала в автобіографії: «Всі вони звикли мені розповідати свої історії, окремі з них були жахливими, і всі вони були зворушливі із терпеливим та покірним пафосом бідності.» Її спостереження нерівноправ'я між чоловіками та жінками, наприклад, позашлюбного походження, ще більше утвердили її переконання в тому, що жінки найперше потребують права участі у виборах, і лише після цього їх становище може бути покращене. 1900 року Еммелін була обрана до Манчестерського шкільного комітету, де в черговий раз зіткнулась із новими прикладами гендерної нерівності та обмеженими можливостями для дівчат. Також протягом цього часу вона відновила роботу їх колишньої крамниці з надією, що це принесе додатковий дохід для сім'ї.
Під час недуги та смерті Панкгерста почали поступово проявлятись характерні риси його дітей. Незабаром всі вони поринули у боротьбу за втілення ідей суфражизму. Крістабель була найстаршою та улюбленою донькою Еммелін, зокрема, про це писала її молодша сестра Сільвія: «Вона (Крістабель) була улюбленицею нашої матері; ми всі про це знали, і я, наприклад, ніколи не ображалася з цього приводу.» Правда, Крістабель не поділяла пристрасті матері до політичної діяльності, доки не потоваришувала із суфражистками Естер Роупер та Євою Гор-Бут. Невдовзі її залучили до лав суфражистського руху, і вона часто супроводжувала Еммелін на різних мітингах та зібраннях. Сільвія приватно навчалась у шанованого місцевого художника і згодом стала стипендіатом Манчестерської школи мистецтв. Потім вона поїхала вивчати мистецтво до Флоренції та Венеції. Молодші діти, Аделя та Гаррі, мали деякі труднощі із навчанням. Так, Аделя була направлена до місцевого пансіону, де вона була відірвана від своїх колишніх друзів дитинства та підхопила воші. Гаррі під час навчання захворів на кір і мав проблеми із зором.

### Жіночий соціально-політичний союз

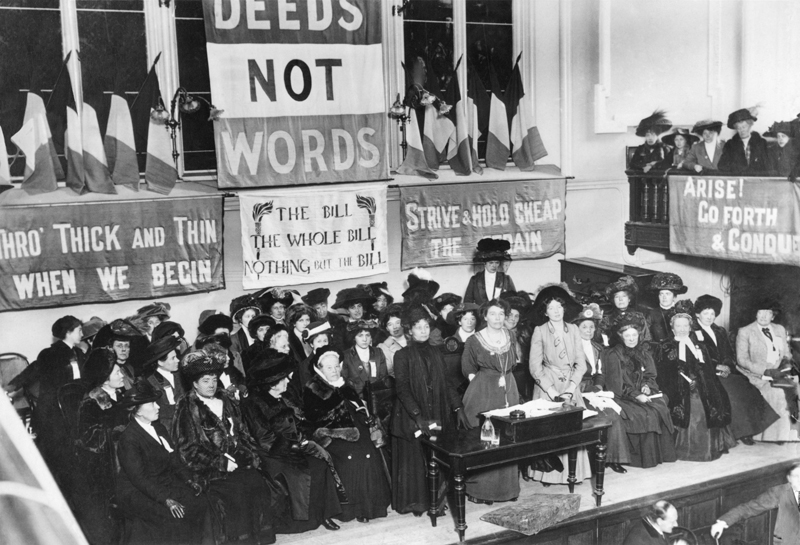
Жіночий соціально-політичний союз став відомим радикальною діяльністю. Панкгерст якось зазначила: «Становище жінки в суспільстві настільки жалюгідне, що ми просто змушені порушувати закон, аби привернути увагу інших до причин, які змушують нас діяти таким чином»

В 1903 році Панкгерст дійшла висновку, що помірковані публічні виступи та обіцянки парламентарів надати право голосу жінкам не мають жодного позитивного результату. Хоча відповідні законопроєкти і розглядалися парламентом в 1870, 1886 та 1897 роках, однак всі вони були провалені. Вона сумнівалась в тому, що політичні партії взагалі коли-небудь розглядатимуть закріплення жіночого виборчого права пріоритетним завданням у своїх програмних документах. Вона навіть розірвала свої зв'язки із незалежними лейбористами, коли їх партія відмовилась зосередитись на проблемах руху за рівні виборчі права. Еммелін була твердо переконаною в необхідності припинення тактики терпимості, яку сповідували існуючі суфражистські організації та групи, на користь рішучіших дій. Виходячи з цього, 10 жовтня 1903 року Панкгерст та ще декілька її колег заснували Жіночий соціально-політичний союз (ЖСПС), організацію прямої дії із винятково жіночим членством. «Вчинки, а не слова, ось що мало бути нашим постійним девізом» писала Панкгерст пізніше.
Войовничість групи спочатку виражалась у ненасильницьких формах. Крім виголошення промов та збору підписів для петицій ЖСПС також організовував зібрання, мітинги, з'їзди, публікував інформаційний бюлетень Голоси для жінок. Союз також організовував серію зібрань під назвою «Жіночі парламенти», проведення яких збігалось в часі із офіційними сесіями британського парламенту. Коли 12 травня 1905 року в черговий раз був заблокований проєкт закону щодо участі жінок у виборах, Панкгерст та інші члени ЖСПС розпочали галасливий протест під вікнами парламенту. Поліція негайно розігнала учасників протесту, однак вони знову зібрались і продовжували вимагати прийняття закону. І хоча той законопроєкт ніколи більше не розглядався в стінах парламенту, Панкгерст все-таки вважала, що агресивні протести були успішними в аспекті привернення уваги до процесу проходження проєкту закону. В 1906 році Панкгесрт зазначала: «Нас нарешті визнали як політичну організацію; ми відтепер опинились у вирі політики і є політичною силою».
Досить швидко активними членами ЖСПС стали всі три доньки Панкгерст. Крістабель заарештували після того, як вона плюнула в обличчя полісмена на мітингу Ліберальної партії в жовтні 1905-го; Адела і Сільвія були заарештовані роком пізніше під час протестів біля будівлі Парламенту. Сама ж Еммелін Панкгерст вперше була затримана поліцією в лютому 1908 року, коли вона намагалась увірватись до Парламенту і подати резолюцію від протестувальників Прем'єр-Міністру Герберту Асквіту. Щодо неї висунули обвинувачення в чиненні перешкод діяльності публічної влади і засудили до шести тижнів ув'язнення. У в'язниці Еммелін різко висловлювалась проти умов її перебування, де було повно паразитів, мізерний раціон, і «цивілізовані тортури одиничного утримання та абсолютної тишини». Панкгерст вбачала в ув'язненні засіб переконання громадськості в крайній необхідності надання жінкам права голосу; тому в червні 1909 року вона навмисно завдала двох ляпасів офіцеру поліції з тим, щоб гарантувати собі черговий арешт. Таким чином, Еммелін зазнала аж сім арештів, поки жінки отримали право на участь у виборах. Протягом судового процесу щодо неї у 1908 році, вона заявила суду наступне: «Ми тут не тому, що є порушниками закону; ми тут для того щоби стати його творцями.»

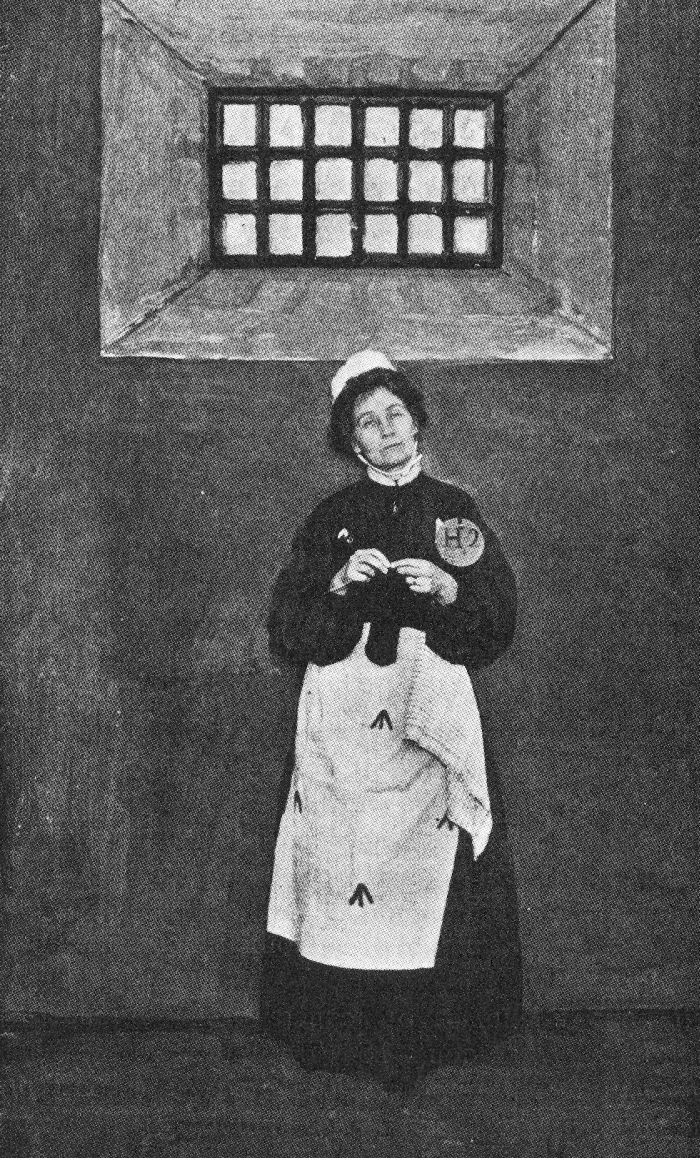
Панкгерст (у форменому одязі ув'язненої) описала своє позбавлення волі як «процес перетворення людської істоти в дикого звіра»

Іншою характерною ознакою войовничого ЖСПС був винятковий предмет його діяльності — боротьба за жіноче право голосу. Якщо інші організації погоджувались співпрацювати із окремими політичними партіями, то ЖСПС наполегливо відокремлював себе, а інколи й був в опозиції до партій, які не розглядали втілення ідей суфражизму своїм провідним завданням. Союз протестував проти всіх кандидатів, які належали до правлячої політичної сили, оскільки уряд відмовлявся провести реформу виборчого права. Такий підхід штовхнув ЖСПС в прямий конфлікт із керівними колами Ліберальної партії, хоча багато рядових її кандидатів підтримували реформу. (Однією із перших мішеней для опозиційної критики ЖСПС був майбутній Прем'єр-Міністр Сполученого Королівства Вінстон Черчілль; один з його опонентів відносив поразку Черчілля на проміжних парламентських виборах, зокрема, і до заслуг «тих леді, які час від часу його висміювали».
Члени ЖСПС часто перешкоджали виборчій кампанії лібералів шляхом висміювання та переривання їх виступів. Одного разу, 18 січня 1908 року, на Панкгерст та її подругу Неллі Мартел накинувся натовп чоловіків з числа прихильників Ліберальної партії через те, що дії ЖСПС вартували місця в парламенті їх кандидатові. Чоловіки кидали в них глиною, тухлими яйцями, сніжками із камінням всередині; зрештою жінок побили і Панкгерст залишилась із жахливо розбитою п'ятою. Подібне протистояння склалось у них і з лейбористами. Члени ЖСПС заприсягнулися продовжувати свій войовничий активізм, доки лідери Лейбористської партії не поставлять собі за мету домогтися закріплення за жінками виборчих прав. Панкгерст та інші члени Союзу розглядали партійну політику як таку, що відволікає зусилля відносно зміни існуючих виборчих законів, а також гостро критикували інші організації за те, що вони перш за все домагались партійної лояльності, а вже потім піклувались про інтереси жінок.

У той час, коли ЖСПС набував все більшого визнання та доволі сумнівної популярності, Панкгерст чинила опір спробам демократизувати Союз з середини. 1907 року на щорічному зібранні Союзу невелика група членів на чолі із Терезою Біллінгтон-Грейг закликала до активнішої участі рядових суфражисток в діяльності ЖСПС. У відповідь Панкгерст зауважила, що частина статуту організації, яка стосується порядку прийняття рішень не має юридичної сили і скасувала щорічні збори. Вона також наполягла на тому, щоб координацію роботи ЖСПС здійснював нечисельний комітет, обраний присутніми на зборах членами. Панкгерст та її донька Крістабель були обрані до складу новоствореного комітету разом із двома іншими суфражистками. Розчаровані таким станом речей окремі члени (включаючи Біллінгтон-Грейг та Шарлотту Деспард) вийшли із ЖСПС та заснували власну організацію, Жіночу Лігу Свободи. В автобіографії (1914) Панкгерст спростовувала критику відносно керівної структури ЖСПС:
 Якщо в певний час один або декілька членів втрачають віру в наш політичний курс; якщо будь-хто починає радити замінити наші принципи іншими, чи якщо хтось із членів намагається заплутати справу шляхом прийняття додаткових правил, то вона одразу ж перестає бути членом Союзу. Автократично? Так, дійсно. Але, ви можете зауважити, що суфражистська організація має бути демократичною. Але жінки з ЖСПС не погодяться з вами. Ми не віримо в ефективність типової суфражистської організації. Роботі ЖСПС не перешкоджає купа заплутаних та складних правил. Ми не маємо статуту та правил внутрішнього розпорядку; на щорічних зборах не має місця для зміни правил чи їх удосконалення; … ЖСПС — це просто армія суфражистів на полі бою.

#### Загострення боротьби
21 червня 1908 року 500 тис. активістів зібралось у Гайд-парку з вимогами про надання жінкам права голосу; Асквіт і провідні парламентарі жодним чином на них не відреагували. Роздратовані такою поведінкою уряду окремі члени ЖСПС посилили агресивність своїх акцій. Незабаром після демонстрації, дванадцять жінок зібрались на Парламент-сквер і намагались публічно виступити на підтримку суфражизму. Офіцери поліції схопили кількох промовців та відтіснили їх у натовп опонентів, що зібрались поблизу. Роздратовані діями поліції, двоє жінок із ЖСПС, — Едіт Нью та Мері Лі, — попрямували на Даунінг-стріт, 10 і почали кидати каміння у вікна будинку Прем'єр-Міністра. Вони наполегливо запевняли потім, що діяли без відома ЖСПС, однак Панкгерст схвалила їх вчинок. Коли магістрат засудив Нью та Лі до двох місяців позбавлення волі, то Панкгерст попрохала суд пригадати, скільки разів в історії Британії було випадків, коли в боротьбі за громадянські права розбивали вікна особи чоловічої статті.
1909 року в «репертуар» ЖСПС було додано голодування. 24 червня Меріон Воллес Данлоп була заарештована за написання витягу із Білля про права 1689 року на стіні в Палаті громад. Розгнівана умовами в'язниці, Данлоп розпочала голодування. Така поведінка виявилась доволі дієвою і її наслідувало ще чотирнадцять жінок, засуджених за розбиття вікон. Члени ЖСПС завдяки відмові вживати їжу на знак протесту проти їх у'язнення, досить швидко стали відомі по всій країні. Адміністрація тюрем часто вдавалася до примусового годування, використовуючи спеціальні трубки, встромлені в ніс чи рот. Ці болючі процедури (які у випадку пероральної подачі їжі потребували використання металевого кляпу аби рот був постійно відкритим) жорстко засуджували не лише самі суфражисти, але й професійні медики.
Подібна тактика породила певне напруження у відносинах між ЖСПС та більш поміркованими організаціями, які входили до складу Національного союзу жіночих суфражистських товариств (НСЖСТ). Лідер цього об'єднання, Мілісент Фосетт, попервах схвально ставилась до членів ЖСПС за їх відвагу та відданість спільній справі. Однак, вже у 1912 році вона заявила, що голодування є нічим іншим як публічною витівкою, і що войовничі активісти є головною перешкодою на шляху до здобуття успіху суфражистами в Палаті громад. НСЖСТ відмовився приєднатись до маршу жіночих суфражистських спілок, оскільки ЖСПС не дослухався до його вимог щодо припинення підтримки акцій, спрямованих на нищення власності. Сестра Фосетт Елізабет Гаретт Андерсон згодом також покинула ЖСПС з тих же міркувань.
Висвітлення пресою діяльності ЖСПС і власне самої Панкгерст було неоднозначним; багато журналістів зауважували, що жінки на мітингах позитивно реагували на промови Панкгерст, однак були й такі, які засуджували її радикальні методи. Дейлі Ньюз на своїх сторінках переконувала її вдаватися до більш виважених підходів, інші джерела прямо висловлювались проти биття вікон членами ЖСПС.

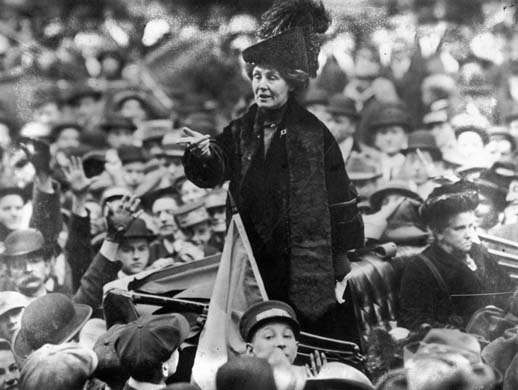
Продавши свій будинок, Панкгерст постійно подорожувала з промовами у Великій Британії та США. На фото: одна із відомих промов Панкгерст, Свобода або смерть, Коннектикут, 1913.

1905-1910-ті рр. для Панкгерст були сповнені самотністю, смутком та напруженою працею. У 1907-му вона продала свій будинок у Манчестері і розпочала мандрівний спосіб життя, переїжджаючи з місця на місце, де виголошувала промови та організовувала демонстрації на підтримку суфражизму. Еммелін квартирувалась у своїх друзів та в готелях, а все її майно розміщувалось у декількох валізах. І хоча вона заряджалась запалом боротьби і радо передавала його іншим, постійні подорожі поступово віддалили її від дітей, особливо Крістабель, яка на той час стала національним координатором ЖСПС. В 1909 році напередодні від'їзду Еммелін до США, де вона планувала провести агітаційний тур по країні, її сина Генрі охопив параліч. Кампанія в Америці опинилась під загрозою, однак Панкгерст не вистачало коштів на лікування сина, і вона вирішила все-таки відвідати Штати. Тур видався успішним, натомість здоров'я Генрі вкрай погіршилось і невдовзі по поверненні Еммелін він помер. 10 січня 1910 року Панкгерст влаштувала похорон свого єдиного сина і того ж дня виступила перед п'ятитисячним мітингом в Манчестері. Прихильники Ліберальної партії, що прийшли на зібрання з метою перешкодити виголошенню промови, стояли мовчки, коли Панкгерст зверталась до натовпу.

#### Пошук компромісу, примусове годування, підпали
Після поразки лібералів на виборах 1910 року, журналіст та член НЛП Генрі Брейлсфорд допоміг в організації Погоджувальної Комісії з питань виборчих прав жінок, до складу якої увійшли 54 парламентарі з різних партій. Комісія розробила законопроєкт щодо примирення позицій уряду та суфражисток, який був досить поміркованим за своїм змістом, однак все-таки передбачав можливість надання права голосу жінкам. У зв'язку із поданням законопроєкту на розгляд парламенту, ЖСПС пішов на компроміс та призупинив підтримку ряду агресивних акцій своїх членів, у тому числі щодо побиття вікон та голодування. Одначе, коли стало очевидним, що законопроєкт не буде схвалений, Панкгерст заявила: «Якщо проєкт закону, не зважаючи на всі наші зусилля, буде провалений урядом, перемир'ю прийде кінець». Зрештою законопроєкт прогнозовано не отримав достатньої кількості голосів, і 18 листопада на Парламент-Сквер відбувся марш протесту трьох сотень жінок на чолі з невтомною Панкгерст. Протестувальники зіткнулись з агресивно налаштованою поліцією, діями якої керував міністр внутрішніх справ Вінстон Черчилль. Офіцери завдавали жінкам ударів кулаками, викручували руки та сіпали за груди. Хоча Еммелін дозволили ввійти до будівлі парламенту, однак вона так і не домоглась аудієнції в Прем'єр-міністра Асквіта. Інцидент 18 листопада 1910 року увійшов до історії під назвою «Чорної п'ятниці».

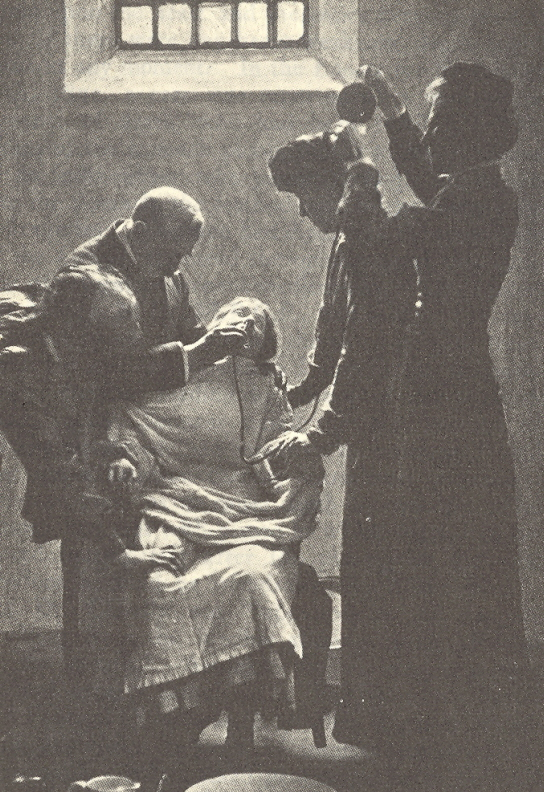
Панкгерст жахалась пронизливих криків жінок, яких силоміць годували під час голодування. В автобіографії вона писала: «Допоки я живу, я ніколи не забуду страждання, що я терпіла днями, коли цей лемент дзвенів в моїх вухах»

Оскільки акти примирення і надалі подавались на розгляд парламенту, то лідери ЖСПС вирішили продовжувати утримуватись від попередньої войовничої тактики. Однак, коли у травні 1912 року під загрозою провалу опинився другий подібний законопроєкт, Панкгерст приєдналась до чергового сплеску масового розбиття вікон. Надзвичайні майнові збитки від акції змусили поліцію вчинити облаву на штаб-квартири ЖСПС. Панкгерст та Еммелін Петік-Лоуренс були засуджені в Олд-Бейлі за знищення майна. Крістабель, яка на той час була головним координатором організації, також перебувала у розшуку поліції. Щоправда, їй вдалось втекти до Парижу, звідки вона продовжувала здійснювати керівництво стратегією ЖСПС. У Голловейській тюрмі Еммелін Панкгерст розпочала своє перше голодування з вимогою покращення умов тримання інших суфражисток у сусідніх камерах; незабаром до неї приєдналась Петік-Лоуренс та інші члени ЖСПС. У автобіографії Панкгерст описала свій психологічний шок, спричинений примусовим годуванням під час «голодних» акцій протесту: «Голловей став місцем жаху та тортур. Відразливі сцени насилля заповнювали кожну годину дня у в'язниці, лікарі йшли від однієї камери до іншої, виконуючи свою огидну місію.» Коли працівники в'язниці спробували увійти до камери Еммелін, вона занесла глиняний горщик над головою і погрожувала розправитись з будь-ким, хто б відважився наблизитись до неї.
Після цього інциденту Панкгерст більш не піддавали примусовому годуванню, хоча вона й надалі відмовлялась вживати їжу. Протягом наступних двох років Еммелін заарештовували багато разів, однак часто відпускали вже через кілька днів арешту у зв'язку із погіршенням здоров'я. Пізніше, уряд Асквіта ухвалив т. зв. «Акт кішки-мишки» (англ. Cat and Mouse Act), який дозволяв достроково звільняти з-під арешту й інших суфражисток, самопочуття яких погіршувалось через голодування. Адміністрація тюрем чітко розуміла потенційну небезпеку публічних виступів, до яких могли призвести примусове годування лідера ЖСПС або інші її надмірні страждання у в'язниці. Тим не менше, поліція продовжувала затримувати Панкгерст в ході її промов та маршів протесту. Вона намагалась уникати утисків збоку поліції шляхом зміни зовнішності. Зрештою, ЖСПС сформував спеціально тренований жіночий загін для захисту Еммелін від представників правопорядку. Як наслідок, вона та її охоронці і надалі вистежувались поліцією, а при спробі її затримання виникали численні сутички.
У 1912 члени ЖСПС обрали нову тактику у боротьбі за виборче право — підпали. Після того як Прем'єр-Міністр Асквіт відвідав Королівський театр у Дубліні, суфражистські активістки Гледіс Еванс, Мері Лі, Ліззі Бейкер та Мейбл Каппер з Оксфорд Стріт (Манчестер) спробували вчинити з допомогою суміші пороху та бензину вибух, який одначе виявився надто слабким і не спричинив серйозних наслідків. Того ж вечора Мері Лі жбурнула сокиру в екіпаж, в якому їхали Джон Редмонд, Лорд-мер Дубліна, та Прем'єр-Міністр Асквіт. Протягом наступних двох років жінки вчиняли підпали у буфеті Ріджентс-парку, оранжереї орхідей в Королівських ботанічних садах у К'ю, стоячих поштових скриньках та вагонах поїздів. Хоча Панкгерст стверджувала, що вона та Крістабель не брали жодної участі в організації цих підпалів, тим не менше вони обоє схвалювали такі дії суфражисток. Схожі випадки мали місце по всій країні. Одна із членів ЖСПС, наприклад, встромила в екіпаж Асквіта маленьку сокирку із написом: «Право голосу для жінок», інші суфражистки випалювали кислотою те ж гасло на полях для гольфу, де грали члени парламенту. 1914 року Мері Річардсон увійшла до Національної галереї та на знак протесту проти арешту Панкгерст порізала в декількох місцях полотно Веласкеса «Венера із дзеркалом».

#### Криза та розкол у ЖСПС
Схвалення ЖСПС акцій із знищення об'єктів власності призвело до виходу з організації декількох важливих членів. Першими серед них стали подружжя Петік-Лоуренсів. Тривалий час вони були невід'ємною частиною керівництва ЖСПС, однак згодом між ними та Крістабель розгорівся спір щодо раціональності подібної тактики боротьби. Після повернення з Канади, де вони були на відпочинку, Лоуренси дізнались, що їх виключено із лав ЖСПС. Таке рішення було досить приголомшливим, але обоє продовжували підтримувати на словах діяльність Панкгерст та Союзу з метою уникнення розколу організації. Десь в цей же період ряди ЖСПС полишила і Адела Панкгерст, донька Еммелін. Вона засуджувала підпали та нищення майна і відповідну підтримку цих дій збоку ЖСПС. Крім того, Адела все більше «дрейфувала» в бік соціалізму, і як наслідок, її відносини з сім'єю, особливо Крістабель, ставали дедалі напруженішими.

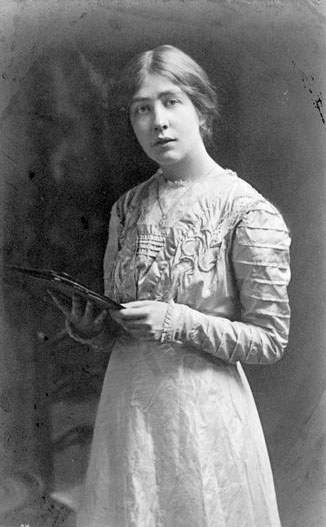
Після виключення із ЖСПС Сільвія Панкгерст почувалась ураженою до глибини душі, «так, як почуваєш себе після того, коли б'ючись із ворогом, якого немає, зазнаєш удару в спину від свого товариша»

Найглибший розрив у сім'ї Панкгерстів стався в листопаді 1913-го, коли Сільвія виступила на мітингу соціалістів та тред-юніоністів з підтримкою Джеймса Ларкіна, відомого профспілкового діяча та вербувальника. Сільвія також підтримувала зв'язки з Федерацією суфражисток Східного Лондона (ФССЛ), місцевою гілкою ЖСПС, що стояла на соціалістичних позиціях та співпрацювала із робітничим рухом. Зближення із робітничими організаціями та поява Сільвії на трибуні разом із Фредеріком Петік-Лоуренсом — що також виступив зі зверненням — переконали Крістабель у тому, що її сестра формує групу, яка в подальшому складе конкуренцію ЖСПС у суфражистському русі. Сімейна суперечка зрештою переросла в конфлікт між членськими групами із ЖСПС, НЛП та ФССЛ.

У січні Еммелін та Крістабель викликали Сільвію на зустріч до Парижа. Її мати щойно повернулась з чергового туру по Сполученим Штатам Америки, а сама Сільвія виїхала до Франції одразу ж після звільнення з в'язниці. Всі три жінки були напружені та виснажені, що лише загострило непорозуміння між ними. У своїй книзі Суфражистський рух (The Suffrage Movement), яка вийшла друком у 1931 році, Сільвія описала Крістабель як нерозважливу особу, що торочила про небажання сестри суворо дотримуватись правил ЖСПС:
Вона повернулась до мене. «Ти маєш свої власні ідеї. Однак нам цього не потрібно; ми хочемо, щоб всі наші жінки отримавши вказівки та накази, крокували ногу в ногу як армія на марші!» Жахливо зморена, настільки хвора, я не мала сил сперечатися із нею. Я була пригнічена через трагічність ситуації, прикро вражена її жорстокістю. Її захоплення автократією здавалось мені настільки віддаленим від тієї нещадної боротьби, яку ми вели, боротьби, що тривала тепер навіть у камерах тюрем. Я згадала багатьох інших, кого було викреслено з організації за менш серйозні розбіжності.
З благословінням їх матері, Крістабель наказала групі Сільвії вийти зі складу ЖСПС та більше не асоціювати себе із ним. Панкгерст намагалася переконати ФССЛ вилучити зі своєї назви слово «суфражистки», так як це неодмінно вказувало на зв'язок із ЖСПС. Коли Сільвія відмовила у проханні, Еммелін написала листа, де тон переконань перетворився на доведений до люті гнів:
Ти завжди була безглуздою, і боюсь, такою й залишишся. Я припускаю, що ти була створена такою! … Ти обрала ім'я, яке ми утвердили, ми зробили дуже багато для твого старту, для рекламування твого товариства нашим ім'ям. Вчинивши так, тепер ти мусиш сама пробивати собі дорогу. Прикро, але ти сама ж для себе створила труднощі через неспроможність подивитись на стан речей з точки зору інших людей, власне як і зі своєї. Може з часом ти отримаєш повчальні уроки, які всі ми маємо отримати колись в житті.
Адела, на той час безробітна з непевним майбутнім, також створювала чимало клопотів для Панкгерст. Еммелін вирішила, що Аделі краще іммігрувати до Австралії, і вона оплатила її переїзд. Мати і донька після цього вже більше ніколи не бачились.

## Еммелін Панкгерст у вирі основних подій доби

### Перша світова війна

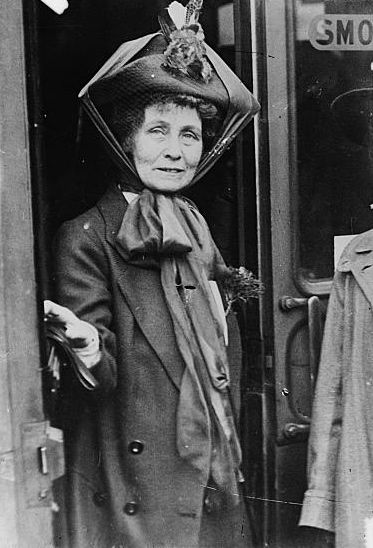
Еммелін Панкгерст

Коли у серпні 1914 року розпочалась Перша світова війна, Еммелін та Крістабель твердо вірили в те, що воєнна небезпека, яка виходила від Німеччини, становила загрозу всьому людству і тому британський уряд потребував підтримки усіх громадян. Вони переконали членів ЖСПС призупинити войовничі акції протестів допоки закінчаться військові дії на континенті. Це не був час для суперечок чи агітацій; Крістабель згодом писала: «То була національна війна. Як суфражистки, ми за жодних обставин не могли бути пацифістами». Перемир'я з урядом було досягнуто, всіх в'язнів із ЖСПС було звільнено, і Крістабель повернулась до Лондона. Панкгерсти поряд із лідерами ЖСПС Грейс Роу та Норою Елам скерували діяльність Союзу на підтримку воєнних потуг Британії. В першій же промові після повернення до Британії, Крістабель застерігала від «Німецької загрози». Вона закликала всіх присутніх жінок наслідувати приклад своїх французьких сестер, які, — поки чоловіки билися на фронті, — спромоглися утримувати країну в належному стані, збирали урожай, забезпечували промислове виробництво." Еммелін агітувала та переконувала чоловіків іти на фронт. Вціліла кінохроніка 1916 року демонструє як Еммелін та Нора Дейкр Фокс виголошують промови в ході великого мітингу на Трафальгарській площі з приводу румунської кризи, закликаючи уряд підтримати британських союзників на Балканах.

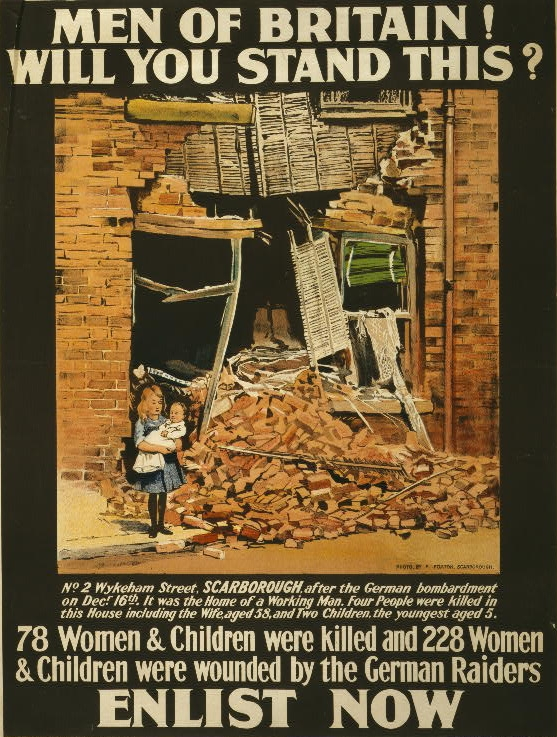
Панкгерст була переконаною, що усунення «Німецької загрози» під час Першої світової війни було наразі важливішим од змагань за жіночі виборчі права. «Коли настануть слушні часи, ми відновимо боротьбу», казала вона, «однак тепер ми мусимо віддатися сповна війні проти спільного ворога.»

Тимчасом Адела та Сільвія не поділяли ентузіазму Еммелін щодо війни. Будучи переконаними пацифістами, вони засуджували підтримку уряду збоку ЖСПС. Соціалістичні погляди Сільвії утвердили її в тому, що війна була нічим іншим як ще одним прикладом експлуатації капіталістами-олігархами бідних солдат та робітників. Натомість Адела, що мешкала в Австралії, виступала проти війни, загального військового обов'язку та мобілізації. У короткому листі Еммелін писала Сільвії: «Мені прикро і соромно за ваше ставлення до справи»." Таке ж роздратування Панкгерст відчувала відносно інакомислячих всередині ЖСПС; коли Мері Лі, давній член організації, наважилась поставити запитання під час мітингу у жовтні 1915 року, Панкгерст відповіла: «Ця жінка пронімецького спрямування і має залишити хол. … Я назвала тебе пронімецькою і воліла б взагалі забути про твоє існування.» Деякі члени ЖСПС були обурені такою раптовою та непохитною відданістю уряду; їм здавалось, що керівні лідери Союзу полишили всі спроби здобути жіноче виборче право. У зв'язку із новим напрямком діяльності організації, також виникали сумніви щодо цільового використання коштів, зібраних на благо суфражизму. В черговий раз ще дві групи членів вийшли із ЖСПС: Суфражистки Жіночого соціально-політичного союзу (СЖСПС) та Незалежний жіночий соціально-політичний союз (НЖСПС), які мали на меті продовжувати боротьбу за виборчі права жінок.
Панкгерст була сповнена надзвичайною енергією та натхненням щодо патріотичної підтримки Британії у війні, як було раніше із відстоюванням ідей суфражизму. Вона організовувала масові зібрання, безперервно подорожувала по країні та виголошувала промови, переконувала уряд допомогти жінкам влитися в ряди трудової армії, коли чоловіки воювали закордоном. Іншою проблемою, яка вельми непокоїла її, було жалюгідне становище так званих «дітей війни», дітей, народжених матерями-одиначками в той час як їх батьки знаходились на лінії фронту. Еммелін влаштувала приймальний будинок у Кемпден-Гілл, задуманий для навчання та виховання дітей методами Монтессорі. Дехто з жінок критикував Панкгерст за надання допомоги батькам позашлюбних дітей, однак вона з обуренням відповідала, що добробут дітей — її головна турбота. Через брак коштів, одначе, будинок незабаром був переданий під опіку принцеси Аліси. Сама Еммелін усиновила чотирьох дітей, яким дала нові імена: Кетлін Кінг, Флора Мері Гордон, Джоан Пембрідж та Елізабет Тюдор. Вони мешкали у Лондоні в Голланд Парку, де, вперше за багато років, Панкгерст мала постійне житло. На запитання про те, як вона, у віці 57 років та без стабільного доходу, відважилась на виховання ще чотирьох дітей, Панкгерст відповідала: «Мій дорогий друже, я дивуюсь, що не взяла сорок дітей.»

#### Місія в Росії та Жіноча партія
1916 року Панкгерст побувала в Північній Америці разом із колишнім державним секретарем Сербії Чедомілем Міятовичем, чия країна була в епіцентрі подій на початку війни. Вони їздили по Сполученим Штатам та Канаді, збираючи кошти, та агітували уряд США підтримати Британію, її канадських та інших союзників. Два роки потому, коли США вступили у війну, Панкгерст повернулась до Америки з метою переконання місцевих суфражисток, що не полишали активних протестних акцій, відкласти боротьбу за право голосу на другий план і зосередитись на підтримці федерального уряду у війні. Вона також висловлювала побоювання щодо можливого комуністичного перевороту, вважаючи його смертельною загрозою для російської демократії.
До червня 1917 року в ході Російської революції позиції більшовиків зміцнилися, в тому числі, завдяки їх наполегливим вимогам щодо виходу Росії з війни. Перекладена автобіографія Панкгерст була досить популярною в Росії, і тому Еммелін сподівалась певним чином вплинути на свідомість активних представників російського суспільства. Зокрема, вона намагалась переконати їх у неприйнятності укладення мирної угоди з Німеччиною, підписання якої, на її думку, призвело б до поразки Британії та Росії. Прем'єр-міністр Великої Британії Девід Ллойд Джордж погодився допомогти Панкгерст з візитом до Росії, який вона здійснила в липні 1917-го. Там, на одному з мітингів, вона звернулась до натовпу із словами: «Я приїхала до Петрограду з молитвою англійського народу до народу російського, щоби ви змогли продовжувати цю війну, від якої залежить доля цивілізації та свободи.» Реакція преси на поїздку Панкгерст відобразила настрої лівих та правих: перші виставляли її як знаряддя в руках капіталізму, тоді як другі схвалювали її палкий патріотизм.
У серпні Еммелін зустрілась з російським Прем'єр-міністром Олександром Керенським. Хоча вона в минулому активно співпрацювала з НЛП (політичною силою соціалістичного спрямування), однак з часом у неї сформувалось негативне ставлення до політики лівих, що лише загострилося під час її перебування в Росії. Керенський, натомість, відчував, що Панкгерст не спроможна адекватно осягнути класову природу конфлікту, який визначав тогочасну політичну ситуацію в Росії. Тому зустріч викликала певні незручності для обох сторін. Він закінчив свою розмову із Еммелін сказавши, що англійським жінкам нічого навчити жінок Росії. Вона ж пізніше розповіла газеті Нью-Йорк Таймс, що Керенський був «найбільшим шахраєм наших днів» і, що його уряд міг «знищити цивілізований світ.»
Повернувшись з Росії, Панкгерст була приємно вражена, коли дізналась, що жіноче право голосу нарешті може стати реальністю. Актом про народне представництво 1918 року скасовано майновий виборчий ценз щодо чоловіків та надано право голосу жінкам, старшим 30-ти років, щоправда, з деякими додатковими обмеженнями. Однак поки активісти суфражизму святкували звістку та чекали на прийняття Акту, з'явилось нове питання, потенційно спроможне розділити учасників руху: чи повинні жіночі політичні організації після виборчої реформи об'єднатися з політичними силами, раніше створеними чоловіками? Багато соціалістів та поміркованих суфражистів відкидали ідею диференціації політичних інституцій за статевою ознакою, однак Еммелін та Крістабель займали протилежну позицію. На базі ЖСПС вони створили Жіночу партію, членами якої могли бути виключно особи жіночої статі. Жінки, говорили вони, «найкраще можуть прислужитися країні, коли триматимуться подалі від чоловічої політичної партійної системи та традицій, які за загальним визнанням, лише дозволяють сподіватися на краще.» Новостворена партія ратувала за принципи рівності в шлюбно-сімейних відносинах, у сфері зайнятості та оплати праці чоловіків і жінок. Одначе ці питання піднімались вже після закінчення війни. Поки ж тривали воєнні дії, Жіноча партія жорстко виступала проти будь-яких поступок та компромісів на користь переможеної Німеччини; вимагала усунення зі складу уряду всіх, хто мав родинні зв'язки з німцями або сповідував пацифістські настрої; наполягала на скороченні робочого дня задля попередження трудових страйків. Остання вимога була важливим пунктом партійної програми і мала на меті відвернути робітників від можливого захоплення більшовизмом, чого все більше і більше побоювалась Панкгерст.

### Післявоєнний період

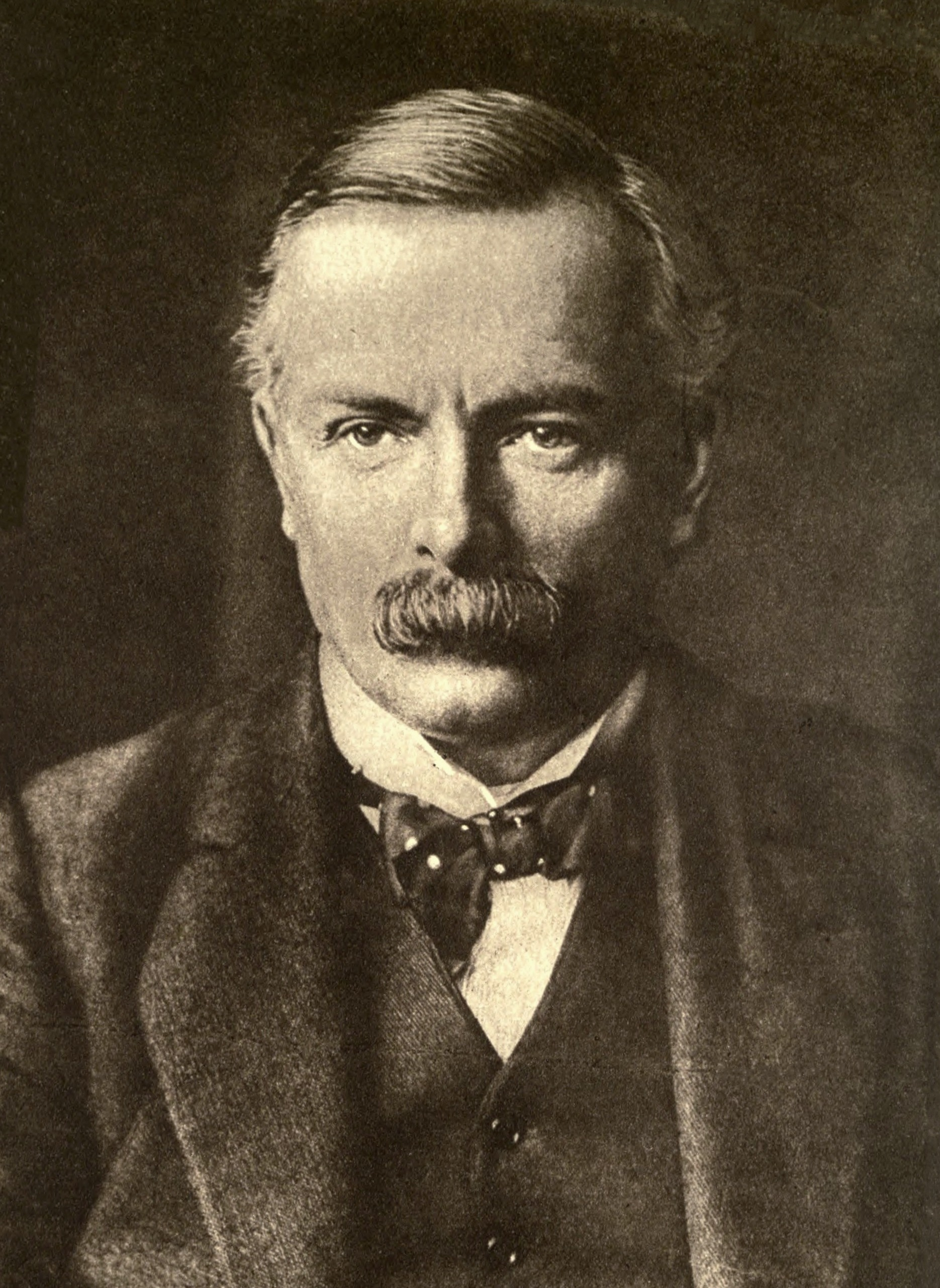
Британський Прем'єр-міністр Девід Ллойд Джордж схвально відгукувався про Панкгерст та Жіночу партію: «Вони боролися із більшовицьким та пацифістським елементом з великою майстерністю, завзяттям та відвагою.»

Після Комп'єнського перемир'я Панкгерст продовжувала пропагувати власне націоналістичне бачення Британської єдності. Її діяльність і надалі була зосереджена навколо проблем розширення прав та можливостей жінок, однак дні боротьби із урядом та бюрократичною системою були вже позаду. Вона відстоювала існування Британської імперії, її територіальну масштабність, говорячи: «Дехто міркує про Імперію та імперіалізм як про щось, що заслуговує осуду, чого варто соромитись. Насправді, слід гордитися тим, що ми — спадкоємці величезної та заможної імперії. … Якщо ми зможемо лише осягнути та використати її потенційні багатства, ми зможемо позбутися бідності та викорінити безграмотність. …» Роками вона подорожувала Англією та Північною Америкою, намагаючись підтримати позитивний імідж Британської імперії та застерігаючи публіку від загроз, що таїв у собі більшовизм.
Еммелін Панкгерст знову поринула в політичну діяльність з прийняттям закону, що дозволяв жінкам балотуватися до Палати громад. Багато членів Жіночої партії переконували Панкгерст висунути власну кандидатуру на парламентських виборах, але вона наполягла на участі у виборчому процесі саме Крістабель. Еммелін невтомно агітувала за свою доньку; з цією метою вона намагалася заручитися підтримкою Прем'єр-міністра Ллойд Джорджа та одного разу навіть виступила із гарячою промовою під зливою. В результаті, Крістабель не вистачило зовсім трохи для здобуття перемоги. Як показав перерахунок бюлетенів, вона програла кандидату від Лейбористської партії лише 775 голосів виборців. Один з біографів Панкгерст назвав цей програш найгіркішим розчаруванням в житті Еммелін." Незабаром Жіноча партія почала втрачати популярність та врешті-решт припинила своє існування.
Наслідком численних поїздок Еммелін до Північної Америки стало її захоплення Канадою. Якось вона зазначила в інтерв'ю, що «у Канаді значно більше рівності між чоловіками та жінками, аніж в будь-якій іншій країні світу, яку я знаю.» 1922 року вона подала клопотання про отримання дозволу на поселення в Канаді, що було необхідною умовою для здобуття статусу т. зв. «Британського підданого з канадським резиденством (доміцилієм)». З цією метою Панкгерст зняла будинок в Торонто, куди переїхала разом із чотирма усиновленими дітьми. Там вона брала активну участь в діяльності Канадської національної ради по боротьбі із венеричними хворобами, яка окрім всього іншого, також боролась із подвійними статевими стандартами, що на думку Панкгерст були згубними для жінок. У зв'язку з цим цікавий епізод стався під час її поїздки до Батерста. Мер міста показав Еммелін щойно зведений будинок, який мав стати, за його словами, притулком для пропащих жінок, на що вона відповіла запитанням: «Ох! І де ж ваш притулок для пропащих чоловіків?»" Одначе, зовсім скоро вона стомилась од канадських зим і в неї закінчились гроші. Тому, наприкінці 1925-го Панкгерст поїхала до Англії.
Після повернення до Лондона, Еммелін відвідала Сільвія; вони не бачились роками. Їхні політичні погляди тепер ще більше різнилися, ніж раніше. Сільвія залишалась неодруженою та співмешкала разом з італійським анархістом. Вона стверджувала, що зустріч з матір'ю розпочалась виявом сімейної любові та теплоти, які, одначе швидко змінилися сумним відчуттям взаємного відчуження. Щоправда Мері, одна з дівчат, усиновлених Панкгерст, згадувала цю зустріч трохи інакше. Згідно з її версією, Еммелін відклала свою чашку з чаєм та мовчки вийшла з кімнати, залишивши Сільвію в сльозах. Крістабель тим часом навернулась до Адвентизму і присвячувала більшу частину свого часу церкві. Британська преса інколи висвітлювала такі різні життєві шляхи людей, які колись були нероздільною та монолітною сім'єю Панкгерстів.
1926 року Еммелін вступила до Консервативної партії і вже через два роки висунула свою кандидатуру на парламентських виборах в окрузі Вайтчепел та Сейнт Джорджес. Подібне перетворення палкої прихильниці НЛП та побиття вікон на члена офіційної Консервативної партії викликало подив у багатьох людей. З цього приводу Панкгерст лаконічно зазначала: «Мій досвід часів війни та перебування по інший бік Атлантики докорінно змінили мої погляди.» Її біографи наполягають на тому, що причини радикальних метаморфоз політичних уподобань Еммелін є значно складнішими, ніж здається на перший погляд; насправді, вона намагалась і надалі реалізовувати програму розширення політичних прав жінок та була вірною ідеям антикомунізму. У той час, як ліберали та лейбористи відчували злобу і неприязнь до Панкгерст через її роботу проти них в ЖСПС, Консервативна партія чотири рази поспіль здобувала перемоги на парламентських виборах у повоєнний період. Тому членство Еммелін Панкгерст в Консервативній партії було продиктоване однаково як політичною доцільністю, так й ідеологічними міркуваннями.

## Хвороба і смерть
Виборча кампанія Панкгерст була позначена погіршенням стану її здоров'я та остаточним розривом відносин із Сільвією. Роки численних подорожей, політичних турів, лекцій, ув'язнень та голодування зіграли свою роль; перевтома і хвороби стали неодмінною частиною життя Еммелін. Однак значно болючішою стала звістка про те, що Сільвія народила поза шлюбом. Вона назвала сина Річардом Кейр Петтік Панкгерстом в пам'ять одразу про декількох людей: свого батька, товариша лейбориста та колег із ЖСПС відповідно. Еммелін була дуже вражена й тоді, коли прочитала в одній з американських газет, що Міс Панкгерст, — звернення, яке зазвичай вживалося у відношенні Крістабель, — пишалася тим, що її дитина є тріумфом євгеніки, так як обоє батьків були фізично здоровими та розумними. У статті Сільвія також висловила своє переконання у тому, що шлюб без реєстрації шлюбу, є найбільш зручним і доцільним вибором для емансипованих жінок. Випади проти суспільних цінностей, які Панкгерст так шанувала, спустошили душу літньої жінки; гіркоти ситуації додавало й те, що сполучення «Міс Панкгерст» у газетному заголовку на думку більшості людей стосувалося саме Крістабель, а не Сільвії. Дізнавшись новину, Еммелін провела цілий день ридаючи; її парламентська кампанія закінчилась скандалом.
На схилі свого віку Панкгерст переселилась до будинку для літніх людей, що знаходився в Гемпстеді. Вона вимагала, щоби її лікував лікар, який доглядав за нею під час голодування. Тоді у в'язниці він вдавався до промивання шлунку і Еммелін після цього почувалася значно краще; її ж медсестри були впевнені, що стрес від такого методу лікування може остаточно травмувати її, але Крістабель вважала своїм обов'язком виконати волю матері. Однак до того як можна було розпочинати процедури, здоров'я Панкгерст різко погіршилося, вона вже перебувала у критичному стані без жодної надії на покращення. Померла вона у віці 69 років 14 червня 1928-го. Вона похована на Бромптонському кладовищі у Лондоні.

## Вшанування пам'яті та оцінка діяльності
Звістка про смерть Еммелін Панкгерст швидко розлетілась по всій Великій Британії та Північній Америці. На її похорон, що відбувся 18 червня, зібралось чимало колишніх однодумців із ЖСПС, а також інших людей, хто так чи інакше співпрацював із нею. Видання Дейлі Мейл (англ. Daily Mail) порівняло похоронну процесію з «проводами померлого генерала армією в жалобі». Жінки одягнули шарфи та стрічки із символікою ЖСПС, а стяг організації супроводжував траурний похід разом із прапором Великої Британії. Крістабель та Сільвія з'явились на службі поруч. Сільвія взяла із собою дитину. Адела не приїхала. Преса у всьому світі віддавала належне Еммелін за її невтомну роботу на благо суфражизму, незважаючи на те, що далеко не всі однозначно оцінювали її внесок у загальну справу. Нью-Йорк Геральд Тріб'юн (англ. The New York Herald Tribune) назвав Еммелін «найбільш видатним політичним агітатором початку ХХ століття і головним героєм боротьби за виборчі права жінок».

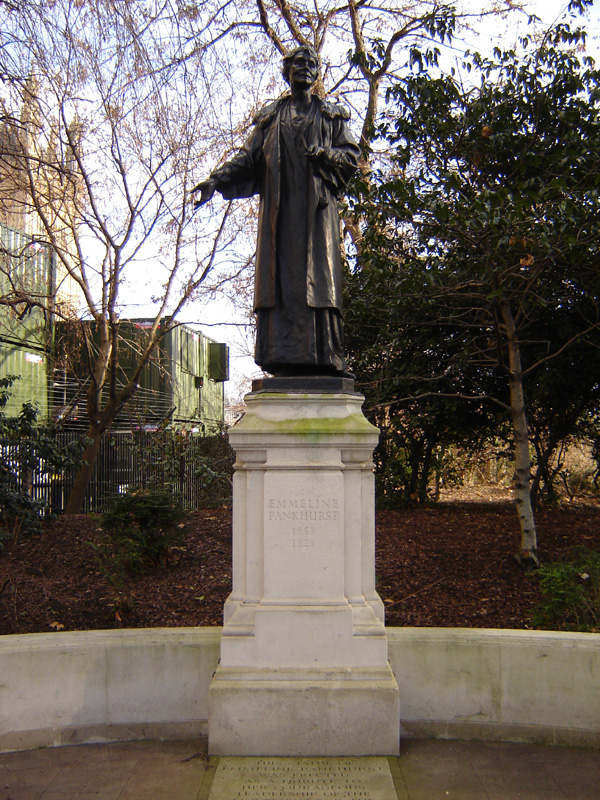
Пам'ятник Панкгерст був споруджений незабаром по її смерті, що відмітила Нью-Йорк Таймс: «Хоча перехід від мучеництва до скульптурного вшанування є звичним явищем, але у випадку з місіс Панкгерст цей процес був надзвичайно швидкоплинним.»

Невдовзі після похорон Панкгерст, Кетрін Маршалл, одна з її особистих охоронців часів ЖСПС, розпочала збір коштів на зведення меморіалу. Досить швидко вдалося акумулювати необхідні фінанси і вже 6 березня 1930 року статуя Еммелін Панкгерст була встановлена у парку біля башти Вікторії. Натовп радикалів, колишніх суфражисток та державних чиновників був присутнім на церемонії відкриття пам'ятника. Екс-прем'єр-міністр Стенлі Балдуїн, що презентував публіці меморіал, зазначив: «Я не побоюсь помилитись, коли скажу, що якби там наступні покоління не сприймали місіс Панкгерст, вона по праву зайняла своє місце в храмі Слави, слави, що лунатиме крізь віки». На урочистостях з усіх доньок Еммелін була присутня лише Сільвія; Крістабель в той час здійснювала турне по Північній Америці, тому обмежилась телеграмою, яку зачитали присутнім. При складанні сценарію відкриття пам'ятника, Кетрін Маршал навмисно позбавила Сільвію можливості виголосити промову, оскільки вважала, що саме вона прискорила смерть своєї матері.
Протягом XX століття роль Еммелін Панкгерст, яку вона відіграла у суфражистському русі, складала предмет гострих дискусій та суперечок, не здатних породити певний консенсус серед істориків. Так, у книгах Сільвії та Крістабель, де згадується про діяльність матері, відповідно домінує або зневажливий, або хвалебний тони. 1931 року Сільвія опублікувала працю за назвою Суфражистський рух, де розцінила зміну політичних позицій Панкгерст на початку Першої світової війни як зраду її сім'ї (особливо батька) та власне ідей суфражизму. Ця книга заклала основу для подальших історичних досліджень ЖСПС в дусі соціалізму та активізму, а також закріпила за Еммелін Панкгерст образ не в міру автократичного лідера. Крістабель у монографії «Розкріпачені або як ми здобули виборче право» (англ. «Unshackled: The Story of How We Won the Vote»), що вийшла друком у 1959 році, навпаки характеризує свою матір як занадто щиру та безкорисливу людину, що присвятила всю себе без останку найблагороднішим справам. Крістабель на сторінках книги постійно захищає покійну Панкгерст від нападок та критичних зауважень Сільвії, таким чином продовжуючи цю поляризовану дискусію. Власне, більшості досліджень, що так чи інакше торкалися постаті Еммелін Панкгерст, завжди бракувало об'єктивного аналізу та тверезих, неупереджених думок.
Серед сучасних істориків не має одностайності також і з приводу того, наскільки корисним, або ж навпаки шкідливим для суфражизму був войовничий стиль діяльності Еммелін Панкгерст; однак вони в цілому погоджуються, що саме ця активність лідера ЖСПС допомогла привернути увагу британського суспільства до проблем гендерної рівності, в тому числі, й у політичній сфері. Стенлі Балдуїн порівнював Панкгерст із Мартіном Лютером та Жаном-Жаком Руссо — людьми, які хоча й не уособлювали собою суспільні рухи, в яких брали участь, однак відігравали ключову роль у боротьбі за соціальні та політичні перетворення. У випадку з Панкгерст, такі перетворення відбувалися як свідомо, так і поза волею їх ініціатора. Так, не погоджуючись із роллю жінки та матері як покірливого супутника життя, вона торувала шлях для феміністок, які пізніше засуджували її підтримку імперії та усталених соціальних цінностей.
Вагоме значення Еммелін Панкгерст для Сполученого Королівства було ще раз підтверджене у 1929 році, коли її портрет передали до Національної портретної галереї в Лондоні. В 1974-му Бі-Бі-Сі випустив цикл телевізійних передач під назвою «Пліч-о-пліч», де зображено життя Панкгерст, роль якої зіграла валлійська акторка Шан Філліпс. 1987 року в Манчестері було відкрито Панкгерст Центр — музей та місце для жіночих зібрань.
В 1999 році журнал Тайм включив Панкгерст до сотні найбільш видатних людей XX століття, зазначивши: «Вона створила образ жінки нашого часу, перенісши суспільство у новий вимір, звідки немає вороття».
І хоча Еммелін Панкгерст досить часто зазнавала критики через власний агресивний войовничий стиль, однак її життєві звершення визнані більшістю ключовими в справі розширення виборчих прав у Британії. Разом з тим, і дотепер серед істориків немає одностайності щодо реального впливу її діяльності на суспільну підтримку боротьби за право голосу.

## Галерея

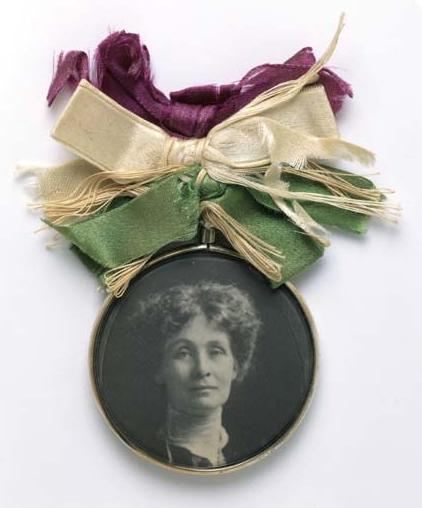
Значок з портретом Еммелін Панкгерст (1909), що поширювався ЖСПС з метою збору коштів для провадження власної діяльності (Лондонський музей)
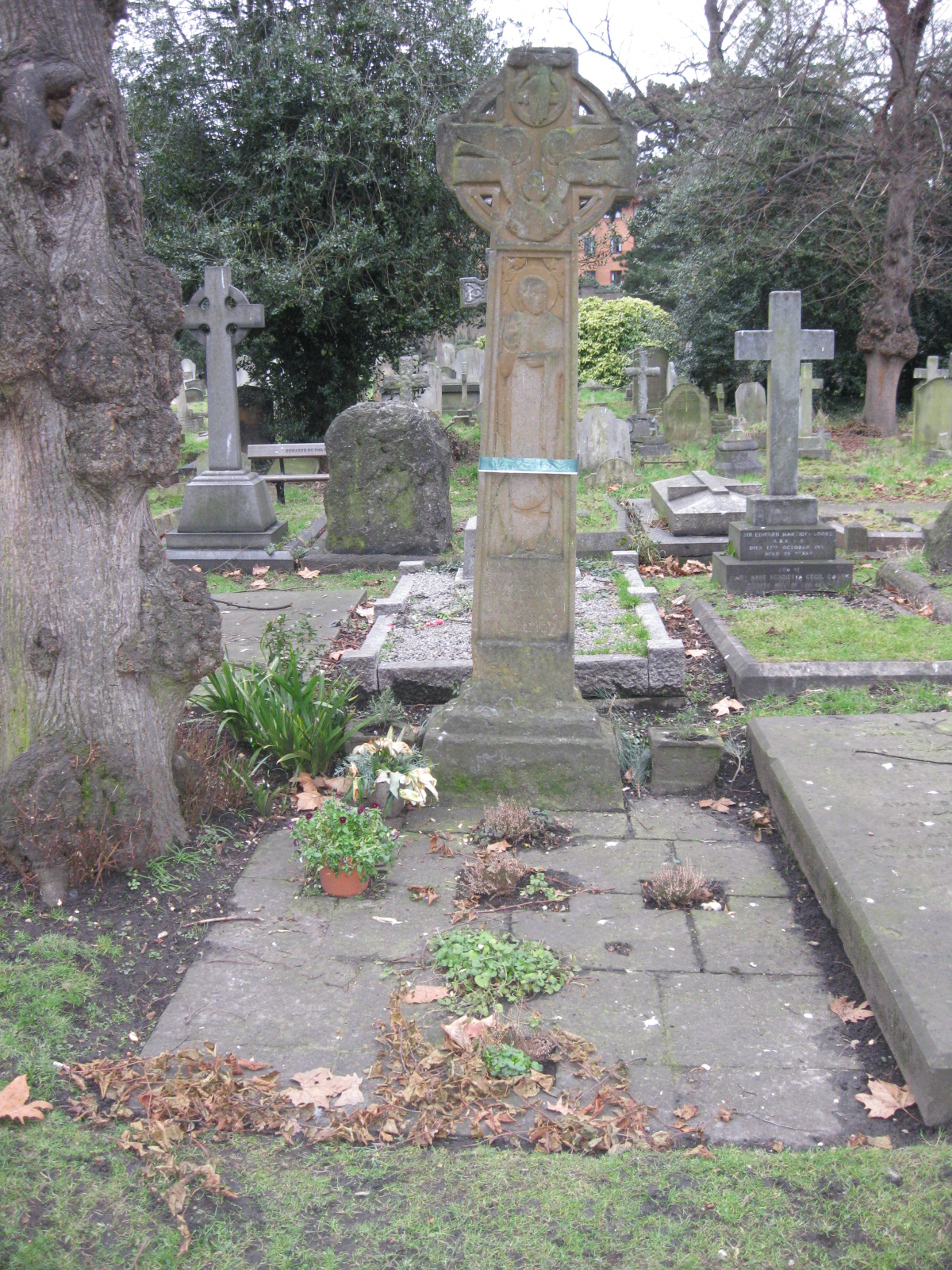
Могила Еммелін Панкгерст на Бромптонському кладовищі